# 真田桜山
真田 桜山（さなだ おうざん、文政3年（1820年） - 明治34年（1901年）12月8日）は、幕末の信濃国松代藩筆頭家老。諱は貫道（つらみち）。号が桜山である。通称は志摩。真田貫恕（図書）の子。

## 来歴
真田幸貫の代の嘉永4年（1851年）5月に家老として登用されたが、嘉永6年（1853年）、次代の藩主真田幸教の時に桜山が自身の子を次期藩主に据えようとしていると流言が広がりこれに怒った幸教により家老を罷免された。しかし、のちに勤皇派である桜山の失脚を狙う公武合体派の画策であるとして、文久3年（1863年）、公武合体派の家老・恩田頼母が没すると、桜山は家老職に復帰する。佐久間象山が暗殺されたのち、幸教に従い京都御所南門警護にあたり、その功で200石加増され700石となる。明治2年（1869年）に藩大参事となる。大正13年（1924年）に正五位を遺贈された。

## 家系
真田信政の娘・陽照院は、夫で出羽国上山藩主土岐頼行の嫡子の左京亮・頼長と死別ののち、実家の真田家に帰り、松代城二の丸に住した。その没後、陽照院の化粧料500石と名跡を、陽照院の妹が嫁いだ鎌原外記重俊の次男・右京重昌が継いで真田図書を名乗った。桜山は図書から5代目にあたる。
血統では、真田家中興の祖・真田頼昌の五男である鎌原幸定の男系子孫にあたる。